# 新善光寺 (大垣市)
西額山新善光寺（しんぜんこうじ）は岐阜県大垣市にある天台宗の寺院。西美濃三十三霊場17番札所である。

## 歴史
明治14年（1881年）に篠山義本が大垣市郭町に開く。翌年西額山新善光寺と名乗り、長野県の善光寺から恵心僧都作とされる一光三尊の善光寺式阿弥陀三尊を譲り受け本尊とした。明治24年（1891年）に濃尾地方一帯を襲った濃尾地震により伽藍はことごとく崩壊したが、本尊は奇跡的に無傷で救出され、仮精舎に移築。本堂は明治41年（1908年）に再建され、区画整理に伴い昭和12年（1937年）に現在地に移転され、現在に至っている。本尊の阿弥陀如来は秘仏で公開されていない。西美濃三十三霊場の本尊は聖観音菩薩である。